# Deng Pufang
Deng Pufang (ur. 16 kwietnia 1944 w Zuoquan w Shanxi) – chiński działacz na rzecz osób niepełnosprawnych cierpiący na paraplegię, najstarszy syn Deng Xiaopinga i Zhuo Lin. 
W 1962 roku rozpoczął studia na Wydziale Fizyki Uniwersytetu Pekińskiego. Po wybuchu rewolucji kulturalnej ze względu na ojca stał się obiektem szykan. We wrześniu 1968 roku hunwejbini, którzy opanowali teren uniwersytetu, wyrzucili go z okna na czwartym piętrze (według innych była to próba samobójcza w obawie przed prześladowaniami). Uniwersytecki szpital odmówił mu pomocy jako synowi kapitalisty. Gdy w końcu jeden z miejskich szpitali zgodził się go przyjąć, okazało się, iż doznał urazu rdzenia kręgowego i został trwale sparaliżowany od pasa w dół. Od tego czasu porusza się na wózku inwalidzkim.
Od początku lat 80. prowadzi aktywną działalność na rzecz osób niepełnosprawnych w Chinach. W 1984 roku założył Chiński Fundusz Pomocy dla Osób Niepełnosprawnych, wspierający finansowo osoby niepełnosprawne z niskimi dochodami. Jego aktywna działalność przyczyniła się do uchwalenia w 1990 roku pierwszej w Chinach ustawy zapewniającej ochronę praw osób niepełnosprawnych. W latach 1988–2008 był prezesem Chińskiej Federacji Osób Niepełnosprawnych. Wielokrotnie nagradzany. 
W 2003 roku Deng Pufang otrzymał Nagrodę Praw Człowieka ONZ. Był pierwszym Chińczykiem i pierwszą niepełnosprawną osobą uhonorowaną tym wyróżnieniem.
Był przewodniczącym komitetu organizacyjnego letnich igrzysk olimpijskich w Pekinie w roku 2008. W 2008 roku został wybrany jednym z wiceprzewodniczących Komitetu Krajowego Ludowej Politycznej Konferencji Konsultatywnej Chin XI kadencji.